# Nikola Drinčić
Nikola Drinčić (cyrillique : Никола Дринчич), né le 7 septembre 1984 à Belgrade (Serbie), est un footballeur international monténégrin. Il évolue au poste de milieu défensif reconverti entraîneur.

## Carrière

### En sélection nationale
Nikola Drinčić fait ses débuts en équipe nationale du Monténégro le 12 septembre 2007 contre la Suède.
18 sélections et 1 but avec Monténégro depuis 2007.

## Statistiques détaillées

### Buts en sélection
| Buts en sélection de Nikola Drinčić | Buts en sélection de Nikola Drinčić | Buts en sélection de Nikola Drinčić            | Buts en sélection de Nikola Drinčić | Buts en sélection de Nikola Drinčić | Buts en sélection de Nikola Drinčić | Buts en sélection de Nikola Drinčić |
|                                     | Date                                | Lieu                                           | Adversaire                          | Score                               | Résultat                            | Compétition                         |
| ----------------------------------- | ----------------------------------- | ---------------------------------------------- | ----------------------------------- | ----------------------------------- | ----------------------------------- | ----------------------------------- |
| 1.                                  | 27 mai 2008                         | Podgorica City Stadium, Podgorica (Monténégro) | Kazakhstan                          | 2-0                                 | 3-0                                 | Match amical                        |

NB : Les scores sont affichés sans tenir compte du sens conventionnel en cas de match à l'extérieur (Monténégro-Adversaire)